# Microcebus lehilahytsara
El lémur ratón de Goodman (Microcebus lehilahytsara) es una especie de lémur de la familia Cheirogaleidae que vive en las selvas de Madagascar, más concretamente en Andasibe, un área protegida que es considerada uno de los lugares más conocidos en la isla y el más visitado por los ecoturistas.
Es un poco más grande que un ratón, con orejas pequeñas y redondas y una franja blanca en su nariz. Se separó de su pariente más cercano hace dos millones de años. En honor al primatólogo Steve Goodman se le llamó lehilahytsara que en idioma malgache significa hombre bueno (goodman en inglés). El primer contacto con este animal se produjo el 10 de agosto de 2005 y se dio a conocer a la opinión pública junto con el lémur Mirza zaza descubierto para la ciencia en el mismo estudio.

## En la cultura popular
El personaje de la serie de películas Madagascar Mort es un lémur ratón de Goodman. 